# Lollipop (Candyman)
"Lollipop (Candyman)" é uma canção do grupo dinamarquês de dance-pop Aqua. Foi lançado em 25 de novembro de 1997 como quarto single da banda e de seu álbum, Aquarium. Embora seja uma das músicas favoritas do grupo, "Lollipop (Candyman)" não conseguiu replicar o mesmo sucesso de "Barbie Girl", "Doctor Jones" e "My Oh My" onde foi lançado. O personagem Candyman da Bountyland é citado mais tarde na canção "Halloween", uma faixa do segundo álbum do Aqua (Aquarius).

## Recepção de Críticas
Dave Sholin do Report Gavin escreveu: "Nada como uma açúcar, e esta é ainda outra dupla de doces das principais confeiteiras da Dinamarca".

## Lista de Faixas
Australian 'CD single'
1. "Lollipop (Candyman)" (Radio edit) – 2:54"
2. "Lollipop (Candyman)" (Extended version) – 5:24
3. "Lollipop (Candyman)" (DJ Greek's Candy Mix) – 7:28
4. "Doctor Jones" (Adrenalin Club Mix) – 6:22
5. "Doctor Jones" (Antiloop Club Mix) – 9:52
6. "Doctor Jones" (Molella and Phil Jay Mix) – 6:22
7. "Barbie Girl" (CD-ROM video)
8. "Doctor Jones" (Metro's Full CD-ROM video)
9. "Aqua screen saver"

U.S. CD single and cassette
1. "Lollipop (Candyman)" – 3:35
2. "Good Morning Sunshine" – 4:03

French CD single
1. "Lollipop (Candyman)" (Radio edit) – 3:35
2. "Lollipop (Candyman)" (Extended version) – 5:29

Lollipop - EP (iTunes) - 16 June 2017
1. "Lollipop" (Radio Edit) – 2:55
2. "Lollipop" – 3:36
3. "Lollipop" (Extended Version) – 5:27
4. "Lollipop" (Razor-N-Go Lick It Mix) – 12:20

## Videoclipe
O videoclipe mostra o grupo no espaço (o mesmo acontece no videoclipe de "Cartoon Heroes") lutando contra alienígenas e um pequeno robô, chamado C-A-N-D-Y salvando o dia.

## Desempenho nas tabelas musicais

### Tabela musical
| Tabela musical (1997-1998)                     | Posição de pico |
| ---------------------------------------------- | --------------- |
| Austrália - (ARIA)                             | 3               |
| Canadá - (RPM)                                 | 38              |
| França - (SNEP)                                | 29              |
| Itália - (FIMI)                                | 24              |
| Nova Zelândia - (Recorded Music NZ)            | 22              |
| Suíça - (Sverigetopplistan)                    | 10              |
| Estados Unidos - (Billboard Hot 100)           | 23              |
| Estados Unidos - (Dance Club Songs, Billboard) | 24              |

## Ligações Externas
- "Lollipop (Candyman)" no MetroLyrics